# Поверти-Пойнт

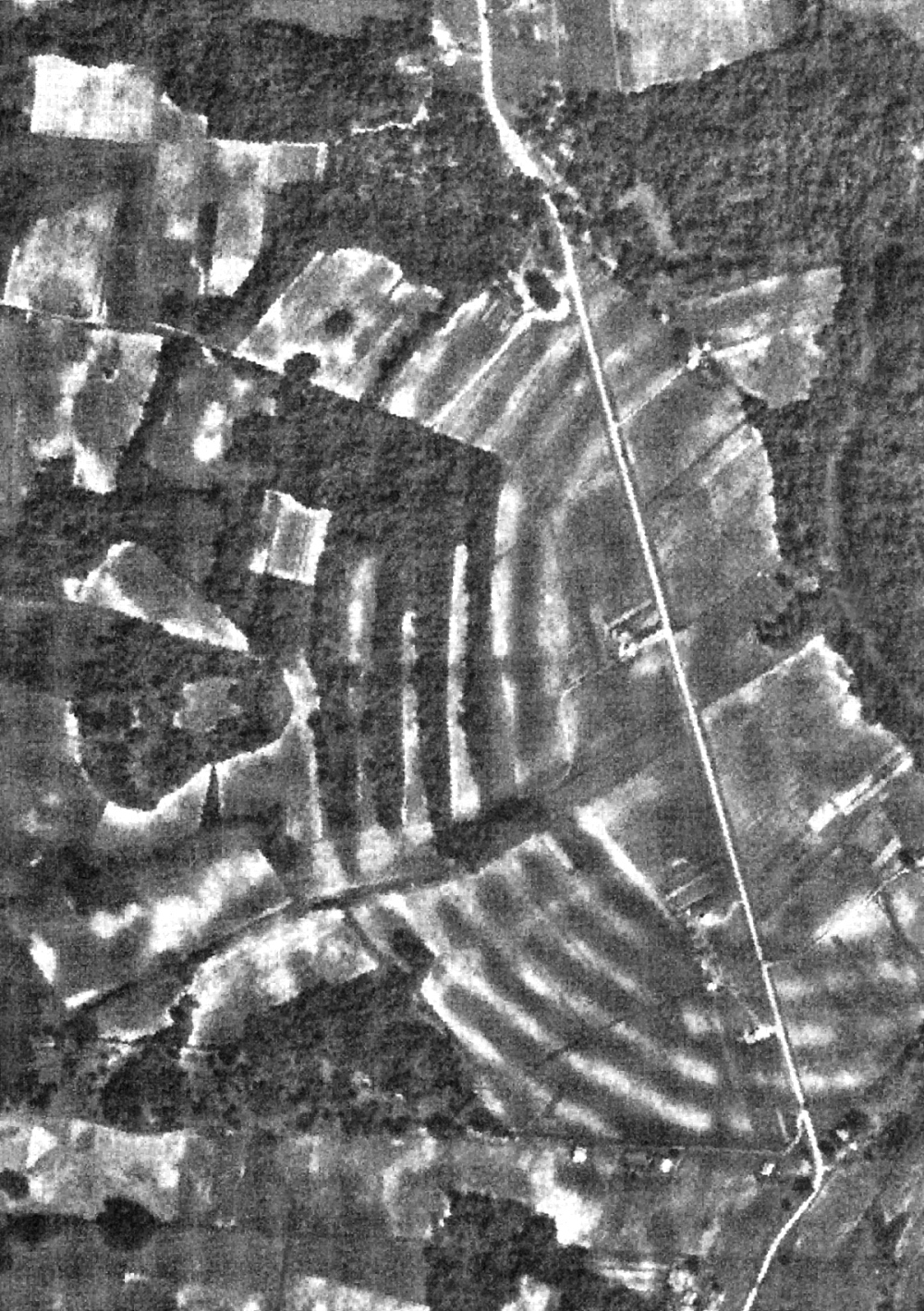
Поверти-Пойнт в 1938 году (воздушная ретушь).

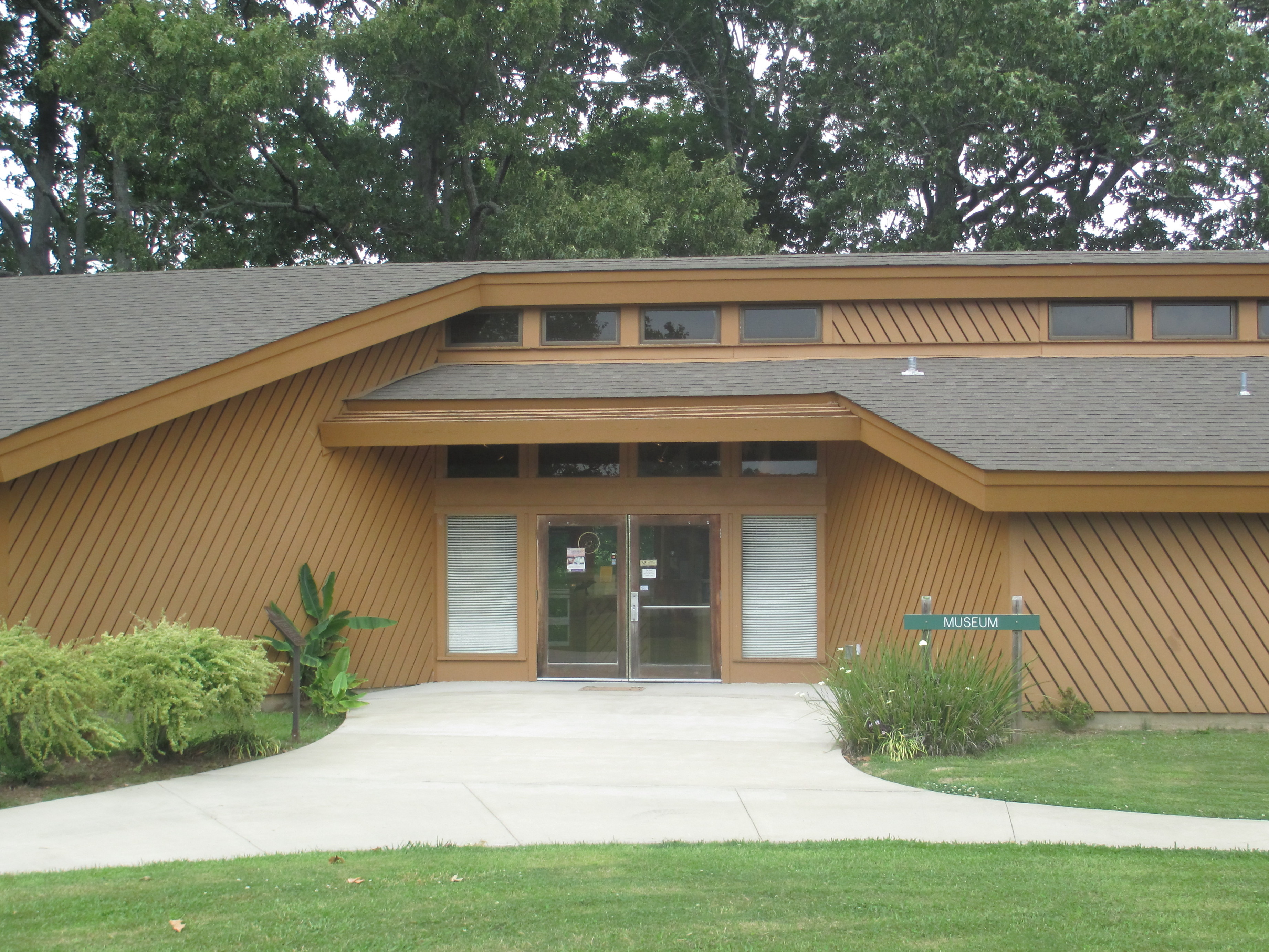
Музей в Поверти-Пойнт.

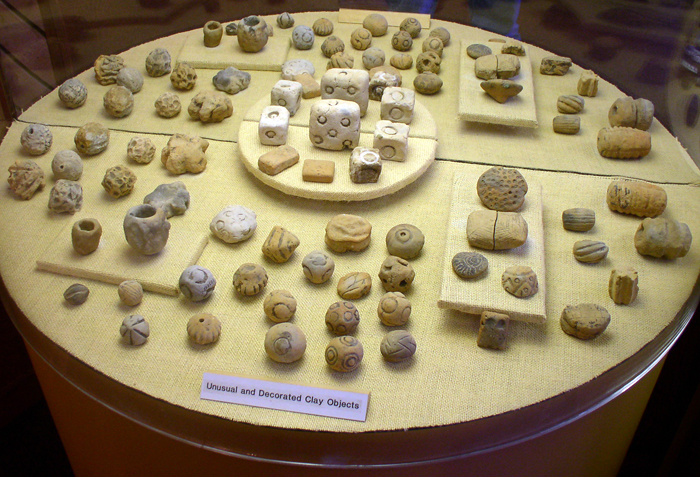
Декоративные предметы, сформированные из лёссовой почвы, а затем обожженные, найдены в Поверти-Пойнт.

Историческое место штата Поверти-Пойнт / Национальный памятник Поверти-Пойнт (англ. Poverty Point; фр. Pointe de Pauvreté) — доисторическое земляное сооружение, построенное культурой Поверти-Пойнт, расположенное на территории современной северо-восточной Луизианы (США). Свидетельства существования культуры Поверти-Пойнт распространены на большей части юго-восточных лесов на юге Соединённых Штатов. Культура распространилась на 100 миль (160 км) через дельту Миссисипи и на юг до побережья Мексиканского залива.
Участок Поверти-Пойнт был признан историческим памятником штата, национальным памятником США, национальным историческим памятником США и объектом Всемирного наследия ЮНЕСКО. Участок находится в 15,5 милях (24,9 км) от текущего течения реки Миссисипи и расположен на краю хребта Мейкон. Деревня Эппс возникла в исторический период в округе Уэст-Кэрролл (штат Луизиана).
На территории Поверти-Пойнт есть земляные гребни и насыпи, построенные коренными народами между 1700 и 1100 годами до нашей эры в период поздней архаики в Северной Америке. Археологи предложили множество возможных функций этого места, в том числе в качестве поселения, торгового центра и / или церемониального религиозного комплекса.
Участок площадью 402 акра (163 га), который сейчас используется как исторический памятник штата Поверти-Пойнт, содержит «крупнейшие и наиболее сложные позднеархаические земляные работы и церемониальные объекты, которые когда-либо были найдены в Северной Америке». Евроамериканцы описали это место в XIX веке. С 1950-х годов Поверти-Пойнт был центром профессиональных археологических раскопок. Земляные валы названы в честь плантации XIX века на территории которой был обнаружен исторический памятник.